# 曲佤哈文
曲佤哈文（1983年—），艺名史习文，出生于云南昆明。2003年自学葫芦丝，同年创办《曲佤哈文葫芦丝教学网》，录制葫芦丝免费讲座。2004年报考云南艺术学院葫芦丝考级，顺利通过八级（当时最高级）。同时8月，代表海南参加蒲公英杯青少年艺术人才选拔赛北京总决赛，荣获民乐组银奖。2005年参加文化部主办的中华艺术新秀选拔大赛荣获海南赛区民乐组银奖。2008年7月曲佤哈文老师参加上海音乐学院云南葫芦丝考级，获十级、优秀。2007年8月拜林荣昌为师，学习演奏及作曲。
曾受聘為云南省民族管弦乐学会葫芦丝巴乌专业委员会常务理事。中国民族管弦乐学会海南省分会常务理事。广西省葫芦丝巴乌专业委会员常务理事。美国休斯顿葫芦丝巴乌委员会荣誉副秘书长。出版葫芦丝专辑《贡布舞》。
2017年5月赴泰国皇家艺术研究院演奏葫芦丝。9月收到台湾十方禅林邀请，参加南怀瑾大师百年诞辰纪念晚会。2018年顺利通过中国音乐学院高级葫芦丝教师认证。2019年3月澳门雷州联谊会邀请。赴澳门演出。

## 主要作品
- 《乌香》（佛樂）
- 《执玛格聂》
- 《感恩》
- 《漓浪情丝》
- 《红军阿哥你慢慢走》为高低音葫芦丝合奏，改編自電視劇主題曲
- 《欢乐傣乡》
- 《孔雀之梦》高低音葫芦丝合奏曲
- 《草原牧歌》蒙古族葫芦丝曲
- 《贡布舞》藏族风情葫芦丝曲